# Нофрет II

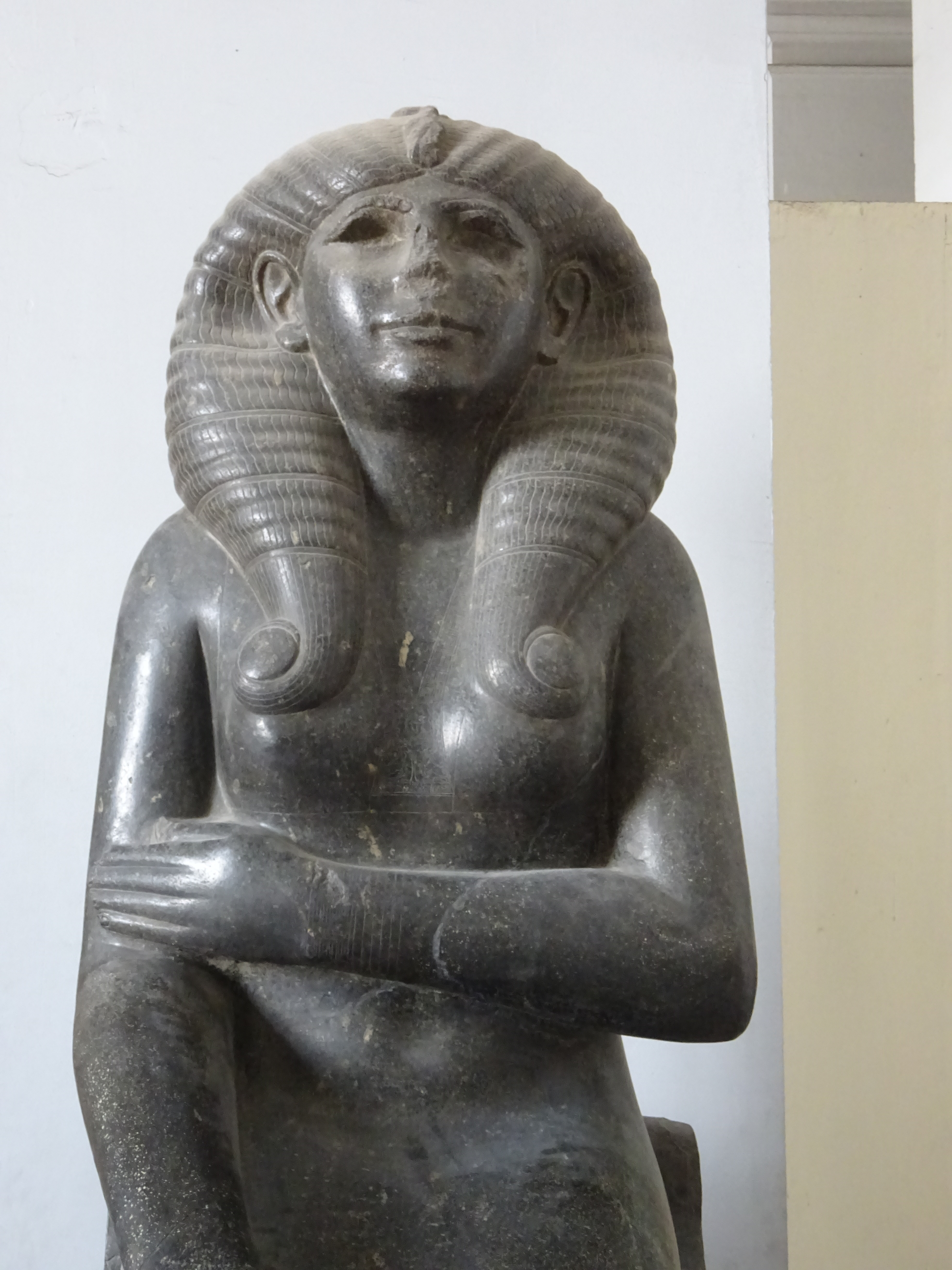
Статуя Нофрет II в Каирском египетском музее

Нофрет II (около XIX век до н. э., Египет) — древнеегипетская царица XII династии. Она была дочерью фараона Аменемхета II и сестрой-супругой фараона Сенусерта II.
Нофрет II была одной из двух известных жён Сенусерта II.
Возле деревни Танис были найдены две её статуи, сейчас они находятся в Каирском египетском музее. Небольшая пирамида в пирамидном комплексе Эль-Лахун вероятно было сделана для неё.
Титулы Нофрет II: «Дочь фараона», «Великий Скипетр», «Леди двух земель».